# Centre Espacial de Canàries
El Centre Espacial de Canàries o Estació de Maspalomas és un centre espanyol de seguiment de satèl·lits depenent de l'Institut Nacional de Tècnica Aeroespacial d'Espanya (INTA) i operat conjuntament amb INSA.
Està situat en el municipi de San Bartolomé de Tirajana, a l'illa de Gran Canària, a pocs quilòmetres de l'enclavament turístic de Maspalomas.
Originalment la responsabilitat d'aquest complex va estar en mans de l'agència espacial nord-americana NASA, que va engegar l'estació a principis dels anys 1960 després de la signatura d'un acord amb el govern espanyol el 18 de març de 1960, quedant completada el gener de 1961. Les proves inicials es van realitzar amb el llançament i seguiment del satèl·lit Explorer 9 el 16 de febrer de 1961 i el primer seguiment operacional va tenir lloc durant la missió no tripulada Mercury-Atlas 4 el 13 de setembre d'aquell mateix any.
L'estació també va participar en el seguiment de missions del programa Gemini i posteriorment en el de les missions del Programa Apol·lo, després d'algunes modificacions i el trasllat del centre a una nova localització a 4 km de l'emplaçament original. Més tard va ser usat durant les missions tripulades a l'estació espacial Skylab i en el seguiment de satèl·lits artificials. L'estació va ser tancada definitivament per la NASA el 31 d'agost de 1975 i reoberta pel INTA en 1979 per al seguiment dels satèl·lits Nimbus 7 i Seasat per encàrrec de l'Agència Espacial Europea.
L'activitat principal de l'estació consisteix en el seguiment i recepció de dades de satèl·lits, com la missió Cluster II, així com d'altres missions i satèl·lits de diferents agències i organitzacions, com la NASA, l'AEE, la JAXA i altres. Aquestes instal·lacions també formen part del projecte COSPAS-SARSAT per a la detecció de senyals de socors de bucs, aeronaus o persones.
L'estació explica, entre altres equips, amb una antena de 15 metres de diàmetre amb capacitat per rebre en banda S i banda X.